# 卡尔代亚克
卡尔代亚克（法語：Cardeilhac，法語發音：[kaʁdɛjak]）是法国上加龙省的一个市镇，属于圣戈当区。

## 地理
卡尔代亚克（43°11'54"N, 0°41'1"E）面积18.41 平方千米，位于法国奧克西塔尼大區上加龙省，该省份为法国西南部内陆省份，西南端与西班牙接壤，自此顺时针与上比利牛斯省、热尔省、塔恩-加龙省、塔恩省、奥德省和阿列日省接壤。
与卡尔代亚克接壤的市镇（或旧市镇、城区）包括：沙尔拉、拉卢雷-拉菲托、拉罗克、洛德、圣拉里布让、圣马尔塞、萨尔默藏。

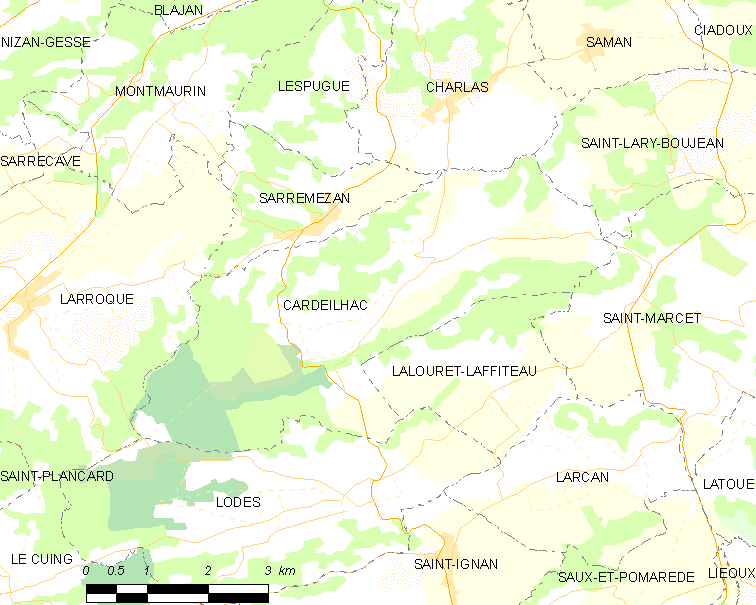
卡尔代亚克的OSM定位图

卡尔代亚克的时区为UTC+01:00、UTC+02:00（夏令时）。

## 行政
卡尔代亚克的邮政编码为31350，INSEE市镇编码为31108。

## 政治
卡尔代亚克所属的省级选区为圣戈当县。

## 人口

1962-2008年间卡尔代亚克人口变化图示

卡尔代亚克于2022年1月1日时的人口数量为258人。